# Austroaeschna speciosa
Austroaeschna speciosa – gatunek ważki z rodziny żagnicowatych (Aeshnidae). Endemit Australii, znany wyłącznie z kilku stanowisk na wybrzeżu w północno-wschodniej części stanu Queensland.